# 塞纳河畔莫尔桑
塞纳河畔莫尔桑（法語：Morsang-sur-Seine，法語發音：[mɔʁsɑ̃ syʁ sɛn] ⓘ）是法国法兰西岛大区埃松省的一个市镇，属于埃夫里区。

## 地理
塞纳河畔莫尔桑（48°34'16"N, 2°29'33"E）面积4.39 平方千米，位于法国法蘭西島大區埃松省，该省份为法国北部内陆省份，北起上塞纳省和马恩河谷省，西接厄尔-卢瓦省和伊夫林省，南至卢瓦雷省，东临塞纳-马恩省。
与塞纳河畔莫尔桑接壤的市镇（或旧市镇、城区）包括：塞纳河畔桑特里、楠迪、科尔贝伊-埃松、勒库德赖-蒙索、圣皮埃尔迪佩赖。

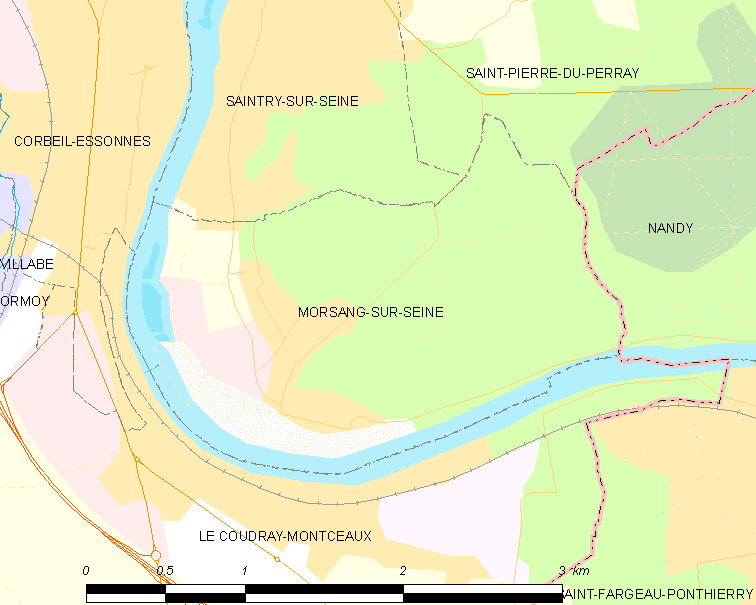
塞纳河畔莫尔桑的OSM定位图

塞纳河畔莫尔桑的时区为UTC+01:00、UTC+02:00（夏令时）。

## 行政
塞纳河畔莫尔桑的邮政编码为91250，INSEE市镇编码为91435。

## 政治
塞纳河畔莫尔桑所属的省级选区为埃皮奈苏塞纳尔县。

## 人口

1962-2008年间塞纳河畔莫尔桑人口变化图示

塞纳河畔莫尔桑于2022年1月1日时的人口数量为584人。